# 学校法人相愛学園
学校法人相愛学園（がっこうほうじんそうあいがくえん）は、大阪府大阪市の学校法人。

## 概要
学校法人本部は大阪市中央区本町。本町の御堂筋沿いに相愛中学校・高等学校を、大阪市住之江区咲洲エリアに相愛大学・大学院を有する。
西本願寺の系列であり、西本願寺系列の学校法人が集まった龍谷総合学園を構成するひとつでもある。
商都大阪都心富家であった加島屋久右衛門広岡家は西本願寺派の代表信徒家であり、広岡信五郎が参与を務めたのが相愛女学校である。
相愛高等女学校に加設の相愛女子音楽学校や相愛女子専門学校音楽科を経て相愛女子大学音楽学部（これら教育機関は全て相愛大学音楽学部の前身）の頃、山田耕筰・山田真梨子（本名：辻輝子）夫妻や小沢征爾・鷲見三郎・辻久子らが学園聖歌隊と共に1963年（昭和38年）アメリカ演奏旅行するなど、名だたる音楽家達が学園に関わっていた。

商都大阪史や西南日本音楽教育史に名を連ねる。
国連グローバル・コンパクト の「グローバル・コンパクト・ネットワーク・ジャパン」会員である。

## 設置校

### 相愛大学
- 音楽学部
  - 音楽学科
- 人文学部
  - 人文学科
- 人間発達学部
  - 子ども発達学科
  - 発達栄養学科
- 大学院音楽研究科

### 相愛中学校・高等学校
- 高等学校
  - 普通科
    - 特進コース
    - 専攻選択コース

  - 音楽科
- 中学校
  - 特進コース
  - 進学コース
  - 音楽科進学コース

## 交通
本町キャンパス
〒559-0033 大阪市中央区本町4丁目1-23
大阪メトロ 御堂筋線 本町駅 A階段で傘不要の専用通路
南港キャンパス
〒541-0053 大阪市住之江区南港中4丁目4-1
大阪メトロ 南港ポートタウン線 ポートタウン東駅 徒歩3分